# Receptor adrenérgico beta 3
El receptor adrenérgico beta 3 es un tipo de receptor adrenérgico presente principalmente en el tejido adiposo, aunque se encuentra en varios otros tejidos, útero y corazón. A diferencia de los receptores beta 1 y beta 2, las activación de los receptores beta 3 produce un efecto depresor en el corazón.